# الكونجرس الإقليمي في ماساشوستس
الكونجرس الإقليمي في ماساشوستس (1774–1780) (بالإنجليزية: Massachusetts Provincial Congress)‏ كانت حكومة مُؤقتة أنشئت في مقاطعة خليج ماساتشوستس في وقت مُبكر من حرب الاستقلال الأمريكية. بناءً على شروط الميثاق الاستعماري، مارست السيطرة الفعلية على الأجزاء المُتمردة في المقاطعة، وبعد الانسحاب البريطاني من بوسطن في مارس 1776، أتمتها على المقاطعة بأكملها. عندما أعلنت ماساتشوستس استقلالها عام 1776، استمر الكونجرس في الحكم بموجب هذا الترتيب لعدة سنوات. أدت الدعوة المُتزايدة إلى التغيير الدستوري إلى اقتراح فاشل لوضع دستور أصدره الكونجرس في عام 1778، ثم عقد مؤتمر دستوري ناجح أنتج دستورًا للدولة في عام 1780. وانتهت الحكومة المُوقتة بانتخابات أكتوبر 1780.